# Erwin Schulz
Erwin Wilhelm Schulz, född 27 november 1900 i Berlin, död 11 november 1981 i Bremen, var en tysk SS-Brigadeführer och generalmajor i polisen. Han var från juni till september 1941 chef för Einsatzkommando 5, som tillhörde Einsatzgruppe C, en av de fyra mobila insatsgrupper som opererade i det av Nazityskland ockuperade Baltikum och Sovjetunionen.

## Tidigt liv
Schulz anmälde sig som krigsfrivillig år 1918 och stred i första världskriget. År 1919 ingick han i en frikår som sattes in för att kväsa det marxist-socialistiska spartakistupproret. Schulz ämnade studera medicin, men då hans far inte hade råd att låta sonen bedriva dessa studier valde Schulz istället juridikstudier. Han avbröt dock studierna efter två terminer och anslöt sig till Freikorps Oberland som år 1921 bekämpade revolterande polacker i Oberschlesien.

## Andra världskriget
Den 22 juni 1941 inleddes Operation Barbarossa, Tysklands anfall på den forna bundsförvanten Sovjetunionen. I kölvattnet på de framryckande tyska arméerna följde fyra särskilda insatsgrupper, Einsatzgruppen, vars uppgift det var att eliminera för Tysklands intressen misshagliga personer, det vill säga att döda judar, zigenare, partisaner och bolsjevikiska partikommissarier. I maj 1941 utsåg Bruno Streckenbach Schulz till chef för Einsatzkommando 5 inom Einsatzgruppe C, som var knuten till Armégrupp Süd. Under Operation Barbarossas inledande fas mördades endast män i vapenför ålder, men i mitten av augusti 1941 gav Heinrich Himmler order om att även kvinnor och barn skulle inkluderas i massmordet. Det var, enligt Himmler, av största vikt att eliminera "framtida judiska hämnare". Schulz reagerade med förskräckelse på denna order och begärde att få bli förflyttad till administrativ tjänst i Berlin; denna begäran bifölls av Streckenbach. Under Schulz tid som chef (22 juni – 25 september 1941) arkebuserade Einsatzkommando 5 omkring 15 000 civilpersoner i norra och mellersta Ukraina, särskilt i Lviv, Skvyra och Kiev. Under efterträdaren August Meiers tid som chef steg antalet mördade till 46 102. Einsatzkommando 5 upplöstes den 6 januari 1942 och dess medlemmar rekryterades till Sicherheitspolizei i Kiev och Dnipropetrovsk.
År 1943 blev Schulz chef för avdelning I B – Utbildning och undervisning – inom Reichssicherheitshauptamt (RSHA), Nazitysklands säkerhetsministerium. Under en kort tid år 1944, 1–28 maj, tjänstgjorde Schulz som ställföreträdande Högre SS- och polischef i Alpenland, som inbegrep Salzburg, Kärnten, Steiermark och Tyrolen. 

## Rättegång
Vid Einsatzgruppenrättegången i Nürnberg 1947–1948 dömdes Schulz till 20 års fängelse för krigsförbrytelser, brott mot mänskligheten och medlemskap i SS, som vid Nürnbergprocessen (1945–1946) hade förklarats som en kriminell organisation. Straffet omvandlades år 1951 till 15 års fängelse, men han frisläpptes dock redan den 9 januari 1954.

## Utmärkelser
- Järnkorset av andra klassen
- Krigsförtjänstkorset av första klassen med svärd
- Krigsförtjänstkorset av andra klassen med svärd
- SS Hederssvärd
- SS-Ehrenring (Totenkopfring)
- Julleuchter der SS
- Schlesiska örnens orden av andra klassen
- SA:s idrottsutmärkelse i brons
- Tyska riksidrottsutmärkelsen i brons
- Tyska polisens tjänsteutmärkelse av andra klassen
- Tyska polisens tjänsteutmärkelse av första klassen
- Hedersärmvinkel (Ehrenwinkel der Alten Kämpfer)
- SS-Zivilabzeichen (-Z.A. nummer 158 548)
- Anschlussmedaljen (Medaille zur Erinnerung an den 13. März 1938)
- Sudetenlandmedaljen (Medaille zur Erinnerung an den 1. Oktober 1938) med Pragspännet